# Roodmaskeraratinga
De roodmaskeraratinga (Psittacara mitratus; synoniem: Aratinga mitrata) is een vogel uit de familie Psittacidae (papegaaien van Afrika en de Nieuwe Wereld).

## Verspreiding en leefgebied
Deze soort komt voor van centraal Peru tot noordwestelijk Argentinië en telt drie ondersoorten:
- P. m. chlorogenys: noordelijk en centraal Peru.
- P. m. mitratus: van zuidelijk Peru tot Bolivia en noordwestelijk Argentinië.
- P. m. tucumanus: noordwestelijk en het noordelijke deel van Centraal-Argentinië.

## Status
De grootte van de populatie is niet gekwantificeerd maar de soort wordt omschreven als algemeen maar met een gefragmenteerde verspreiding. Op de Rode lijst van de IUCN heeft deze soort de status niet bedreigd.